# Côte de Stockeu
Ne doit pas être confondu avec Stoqueu.

La côte de Stockeu est une côte raide de 2 300 m d'une moyenne de 9,9 % qui monte de Stavelot au hameau de Hénumont (commune de Trois-Ponts) dans la Province de Liège en Belgique. Elle est présente sur le parcours de la course cycliste Liège-Bastogne-Liège. 
Au bord de la route se trouve un monument à Eddy Merckx, cinq fois victorieux de l'épreuve cycliste.

## Caractéristiques
- Départ : 279 m
- Altitude : 506 m
- Dénivellation : 227 m
- Longueur : 2,3 km
- Pente moyenne : 9,9 %
- Pente maximale : 17 %